# Jeffrey Ashby
Jeffrey Shears Ashby, detto Bones (Dallas, 16 giugno 1954), è un ex astronauta statunitense.
Ashby è nato in Texas ed è un ex pilota militare. Ha frequentato l'Università dell'Idaho conseguendo il Bachelor of science in ingegneria meccanica nel 1976. Successivamente ha preso un master in sistemi di aviazione presso l'Università del Tennessee nel 1993. Nel 1986 si è diplomato presso la United States Navy Fighter Weapons School come pilota test ed ha contribuito allo sviluppo dei F/A-18 Hornet che, in seguito, ha pilotato durante la Guerra del Golfo. Ashby ha completato oltre 7.000 ore di volo in oltre 1.000 voli.
Nel 1994 è entrato a far parte del gruppo degli astronauti della NASA. Ha pilotato gli Shuttle nelle missioni STS-93 (nel 1999) ed STS-100 con Umberto Guidoni a bordo (nel 2001) ed è stato il comandante della missione STS-112 (del 2002). Queste ultime due missioni avevano come obiettivo l'assemblaggio della Stazione spaziale internazionale. Complessivamente Ashby è stato nello spazio per oltre 27 giorni.